# Заражение (серия комиксов)
«Заражение» (англ. DCeased) — ограниченная серия комиксов, которую в 2019 году издавала компания DC Comics. Действие происходит на альтернативной Земле, где искажённая версия уравнения анти-жизни заразила большинство жителей вирусом, похожим на зомби-вспышку. Лоис Лейн выступает в роли рассказчика, подробно описывая, как события происходили в течение нескольких недель.

### Выпуски
| № | Дата выхода     | Оценка на Comic Book Roundup    | Предполагаемый объём продаж (первый месяц) |
| - | --------------- | ------------------------------- | ------------------------------------------ |
| 1 | 1 мая 2019      | 8 из 10 на основе 34 рецензий   | 242 365, позиция в Северной Америке — 1    |
| 2 | 5 июня 2019     | 8,8 из 10 на основе 31 рецензий | 152 407, позиция в Северной Америке — 2    |
| 3 | 3 июля 2019     | 8,8 из 10 на основе 26 рецензий | 132 072, позиция в Северной Америке — 3    |
| 4 | 7 августа 2019  | 8,6 из 10 на основе 20 рецензий | 119 786, позиция в Северной Америке — 4    |
| 5 | 2 октября 2019  | 9 из 10 на основе 21 рецензии   | 107 472, позиция в Северной Америке — 7    |
| 6 | 30 октября 2019 | 8,7 из 10 на основе 23 рецензий | 93 310, позиция в Северной Америке — 10    |

### Ваншоты
| Название                      | Дата выхода     | Оценка на Comic Book Roundup    | Предполагаемый объём продаж (первый месяц) |
| ----------------------------- | --------------- | ------------------------------- | ------------------------------------------ |
| DCeased: A Good Day to Die #1 | 4 сентября 2019 | 8,4 из 10 на основе 22 рецензий | 90 017, позиция в Северной Америке — 10    |

### Сборники
| Название | Тип              | Дата выхода    | Собранный материал                          | ISBN          | Предполагаемый объём продаж (первый месяц) |
| -------- | ---------------- | -------------- | ------------------------------------------- | ------------- | ------------------------------------------ |
| DCeased  | Твёрдый переплёт | 20 ноября 2019 | DCeased #1-6, DCeased: A Good Day to Die #1 | 9781401294403 | 4 759, позиция в Северной Америке — 1      |

## Отзывы
На сайте Comic Book Roundup серия имеет оценку 8,6 из 10 на основе 155 рецензий. Джесс Шедин из IGN дал первому выпуску 8 баллов из 10 и отмечал потенциал серии. Джоуи Эдсолл из Newsarama поставил дебютному выпуску оценку 5 из 10 и писал, что «Том Тейлор по всем параметрам фантастический писатель, но когда он пытается придумать причину существования зомби в этой вселенной, кажется, что в исполнении есть неуверенность». Некоторые журналисты включили DCeased в топ лучших ограниченных серий за 2019 год.